# De mil amores (canción)
«De mil amores» es el segundo sencillo del álbum Gracias por estar aquí. La canción fue escrita e interpretada por el cantautor mexicano Marco Antonio Solís. La canción ganó un premio Grammy Latino a la «Mejor canción regional mexicana» en los Premios Grammy Latinos de 2014.

## Premios
| Año  | Ceremonia de premiación | Premio                            | Resultado | Ref.  |
| ---- | ----------------------- | --------------------------------- | --------- | ----- |
| 2014 | Premios Grammy Latinos  | «Mejor canción regional mexicana» | Ganador   | [ 1 ] |

## Posicionamiento en listas
| Listas (2013)                                       | Mejor posición |
| --------------------------------------------------- | -------------- |
| Estados Unidos Hot Latin Songs (Billboard)          | 39             |
| Estados Unidos Latin Airplay (Billboard)            | 33             |
| Estados Unidos Regional Mexican Airplay (Billboard) | 23             |